# (575713) 2011 UT410
(575713) 2011 UT410 est un objet transneptunien classé comme plutino. 

## Caractéristiques
(575713) 2011 UT410 mesure plus de 300 km de diamètre, ce qui pourrait le qualifier comme un candidat au statut de planète naine.